# ستيف جونز (لاعب غولف)
ستيف جونز (بالإنجليزية: Steve Jones)‏ هو لاعب غولف أمريكي، ولد في 27 ديسمبر 1958 في أرتيشيا في الولايات المتحدة.

## وصلات خارجية
- ستيف جونز على موقع رابطة لاعبي الغولف المحترفين (الإنجليزية)
- ستيف جونز على موقع رابطة اليابان للاعبي الغولف المحترفين (الإنجليزية)
- ستيف جونز على موقع التصنيف العالمي الرسمي للغولف (الإنجليزية)